# Sầm Hôn
Sầm Hôn (?-280) là quan lại nhà Đông Ngô thời Tam Quốc và là nịnh thần của Tôn Hạo, hoàng đế cuối cùng của Đông Ngô.

## Cuộc đời
Theo Tam quốc chí của Trần Thọ, Sầm Hôn là người gian hiểm nịnh bợ, được Tôn Hạo sủng ái, làm quan đến bậc cửu khanh, thích bày lao dịch, quân dân đều khổ sở. Tháng 3 năm 280, quân Tấn sang đánh Ngô, quần thần Đông Ngô cả thảy mấy trăm người dập đầu xin Tôn Hạo giết Sầm Hôn, Tôn Hạo sợ hãi rối bời đành nghe theo. Tấn ký của Can Bảo chép:
Mấy trăm người thân cận trong điện của Hạo khấu đầu xin Hạo nói: "Quân bắc càng ngày càng đến gần mà quân ta không chịu giết địch, bệ hạ sẽ như thế nào?" Hạo hỏi: "Vì cớ gì?" Đáp rằng: "Tội tại Sầm Hôn." Hạo chỉ nói: "Như các ngươi, nên đem giết đứa nô tài này để tạ trăm họ." Mọi người đều nói: "Dạ!" Bèn cùng đứng dậy đi bắt Hôn. Hạo đi nhanh đuổi theo, rồi giết Hôn.

## TrongTam quốc diễn nghĩa
Trong Tam quốc diễn nghĩa của La Quán Trung, Sầm Hôn được nhắc đến ở hồi 120. Theo Tam quốc diễn nghĩa, Sầm Hôn làm chức trung thường thị. Khi tướng Tây Tấn là Vương Tuấn mang quân đánh Ngô, Sầm Hôn dâng kế dùng dây xích sắt chắn ngang khắp bờ sông để cản trở quân Tấn, Vương Tuấn dùng hỏa thuyền đốt cháy hết xích sắt, tướng sĩ Đông Ngô tới tấp ra hàng. Quần thần Đông Ngô cho rằng tai họa ngày nay đều là do Sầm Hôn, cũng giống như hoạn quan Hoàng Hạo ở Thục Hán, không đợi lệnh của Tôn Hạo kéo ùa vào cung, cắt thịt Sầm Hôn, ăn như ăn gỏi.